# Louis Besnard-Ferron
Louis Besnard-Ferron est un homme politique français né le 13 mai 1873 à Villiers-sur-Loir (Loir-et-Cher) et mort le 19 juin 1954 à Villiers-sur-Loir.

## Biographie
Viticulteur, il devient conseiller municipal de Villiers-sur-Loir en 1900, dans l'opposition anticléricale. Il dirige la SFIO locale dès 1913, mais son action ne développe vraiment qu'après la Première guerre mondiale. Candidat à la députation dès 1919, il n'est  élu député du Loir-et-Cher qu'en 1928. Il occupe se poste de 1928 à 1942, ainsi que la fonction maire de Villiers-sur-Loir dans les années 1930 et de conseiller général du canton de Vendôme. Comme député, il est d'abord inscrit au groupe SFIO, puis en rupture en 1932, il siège au groupe de l'Union socialiste républicaine.
Ses principaux opposants locaux sont  Gaston Tessier (communiste) et Louis de Chauvigny (Croix-de-feu). Il s'appuie largement l'électorat rural et agricole, n'obtenant que rarement le vote des habitants de Vendôme. Il est cependant mis en difficulté par l'émergence des ligues  et du Parti agraire et paysan français dans les années 1930. Il bénéficie du soutien du journal local de gauche, le Progrès, qu'il arrache aux communistes en 1922 et dont il est ensuite le gérant. Bien qu'il soit attaqué violemment par le Carillon, journal de droite, pour son pacifisme et ses accords électoraux avec les communistes, il a dominé la vie politique vendômoise jusqu'en 1936. Après sa réélection, il est mis en difficulté et perd la direction du Pogrès, tout en restant député, il ne domine plus, remplacé dans ce rôle par Marcel Bisault. Son action politique à l'Assemblée nationale est limitée, il participe surtout aux débats sur la viticulture.
Il vote les pleins pouvoirs au maréchal Pétain, le 10 juillet 1940, ce qui entraîne son inéligibilité à la Libération. Il avait été démis de ses fonctions de Maire de Villiers par le décret du 10 octobre 1942, car il avait voté le soutien à Blum et qu'il appartenait à la loge maçonnique vendomoise, l'Évolution sociale.

## Sources
- « Louis Besnard-Ferron », dans le Dictionnaire des parlementaires français (1889-1940), sous la direction de Jean Jolly, PUF, 1960 [détail de l’édition]
- Jean-Jacques Loisel, Louis Besnard Ferron et l'année 1936 en Vendômois, in Bulletin de la Société archéologique, scientifique et littéraire du Vendômois, 2007